# 16 juin dans les chemins de fer
16 mai 16 juillet
Chronologies thématiques
- Croisades
- Sports
- Disney

Cette page concerne les événements qui se sont déroulés un 16 juin dans les chemins de fer.

## Événements

### XXesiècle
- 1972. France : Effondrement de la voûte du tunnel de Vierzy sur les deux trains circulant à ce moment-là : 108 morts[1] et 87 blessés[2].